# Junior Stanislas
Junior Stanislas, né le 26 novembre 1989 à Londres, est un footballeur anglais, originaire de Sainte-Lucie et évoluant au poste d'attaquant.

## Biographie
Felix Junior a rejoint West Ham à l'âge de 10 ans. En 2008, il est prêté 5 mois au Southend United FC.

### Southend
Ses débuts professionnels ont été très remarqués, avec comme point d'orgue un doublé contre Luton Town en FA Cup, le 29 novembre 2008. Le 19 janvier, il retourne chez les Hammers après 9 matchs et 3 buts pour les « crevettiers » de Southend.

### West Ham
Le 16 mars 2009, Stanislas fait ses débuts en Premier League en remplaçant Savio Nsereko contre West Bromwich Albion FC. Le 4 avril, pour sa première titularisation, il inscrit son premier but pour les Hammers contre Sunderland.
Le 9 avril, il signe une prolongation de contrat jusqu'en 2013. Il commence la saison 2009-2010 par un doublé en amical contre Millwall dans les trois dernières minutes de jeu. Après plusieurs bonnes prestations, Gianfranco Zola l'aligne plus souvent dans son onze de départ. Le jour de son vingtième anniversaire, il marque contre Burnley pour une victoire (5-3).
C'est justement à Burnley qu'il signe un contrat à la fin du mercato d'été 2011. Alors âgé de 21 ans, il s'engage pour trois saisons.
Le 26 juin 2014 il rejoint AFC Bournemouth.

### Carrière internationale
Stanislas a fréquenté les sélections anglaises des moins de 19, 20 et 21 ans. Le 11 août 2009, Stuart Pearce l'appel en équipe d'Angleterre espoirs pour la première fois contre les Pays-Bas.
Ayant des origines de Sainte-Lucie dans les Caraïbes, Stanislas pourrait prétendre à jouer pour eux. Mais en novembre 2009, il dit lors d'une interview : « Je suis à moitié Saint-Lucien, je pourrais jouer en international pour eux si je voulais ... mais je ne crois pas. »

## Statistiques
| Saison                | Club                      | Championnat           | Championnat | Championnat | Coupe nationale | Coupe nationale | Coupe de la Ligue | Coupe de la Ligue | Total | Total |
| Saison                | Club                      | Division              | M.          | B.          | M.              | B.              | M.                | B.                | M.    | B.    |
| 2008-2009             | Southend United FC (prêt) | 3                     | 6           | 1           | 3               | 2               | 0                 | 0                 | 9     | 3     |
| 2008-2009             | West Ham United FC        | 1                     | 9           | 2           | 0               | 0               | 0                 | 0                 | 9     | 2     |
| 2009-2010             | West Ham United FC        | 1                     | 26          | 2           | 1               | 0               | 1                 | 2                 | 28    | 4     |
| 2010-2011             | West Ham United FC        | 1                     | 6           | 1           | 0               | 0               | 2                 | 0                 | 8     | 1     |
| 2011-2012             | West Ham United FC        | 2                     | 1           | 0           | 0               | 0               | 1                 | 1                 | 2     | 1     |
| 2011-2012             | Burnley FC                | 2                     | 31          | 0           | 1               | 0               | 0                 | 0                 | 32    | 0     |
| 2012-2013             | Burnley FC                | 2                     | 35          | 5           | 0               | 0               | 2                 | 0                 | 37    | 5     |
| 2013-2014             | Burnley FC                | 2                     | 27          | 2           | 1               | 0               | 4                 | 1                 | 32    | 3     |
| 2014-2015             | AFC Bournemouth           | 2                     | 13          | 1           | 2               | 1               | 5                 | 0                 | 20    | 2     |
| 2015-2016             | AFC Bournemouth           | 1                     | 21          | 3           | 1               | 0               | 3                 | 2                 | 25    | 5     |
| 2016-2017             | AFC Bournemouth           | 1                     | 21          | 7           | 0               | 0               | 1                 | 0                 | 22    | 7     |
| Total sur la carrière | Total sur la carrière     | Total sur la carrière | 196         | 24          | 9               | 3               | 19                | 6                 | 224   | 33    |

## Palmarès
AFC Bournemouth
- EFL Championship (D2)
  - Champion : 2015
  - Vice-champion  en 2022